# Троїцьке (Покровська міська громада)
Тро́їцьке — село Покровської міської громади Покровського району Донецької області, в Україні. У селі ніхто не мешкає.

## Загальні відомості
Відстань до райцентру становить близько 34 км і проходить автошляхом місцевого значення.

## Історія
Серед місцевих мешканців йменується хутір Троїцьке (або як дратівлива назва Козинівка) засновано наприкінці 20-х років XX ст. братами Артюх як можливість отримати землю за часів Нової єкономічної політики провадженої більшовиками.  Брати Артюхи походили з селища Олексіївка. Й на даний час в розмові між собою літні мешканці села Олексіївка кажуть "на хуторі" - маючи на увазі селище Троїцьке. Вважаючи його як частину населеного пункту Олексіївка через те що засновниками та першими мешканцями Троїцького були вихідці з Олексіївки.
Зі спогадів старожилів Троїцьке отримало назву на честь престольного свята колись розташованої в цьому населеному пункті церкви.

## Транспорт
Селом проходять автомобільні дороги місцевого значення:
- С050953 Селидове — Ясенове — Горіхове (28,6 км; у межах села це єдина його вулиця, яка, за даними Укрпошти, не має власної назви);
- С050919 Троїцьке — радг. Селидівський — Чумацьке (21,6 км; в OSM).

## Населення
За даними перепису 2001 року населення села становило 264 особи, з них 95,83 % зазначили рідною мову українську, 3,03 % — російську та 0,76 % — угорську мову.